# Yusei Kudo
Yusei Kudo (工藤 祐生 Kudo Yusei?), född 5 april 1986 i Kanagawa prefektur, är en japansk fotbollsspelare.
Kudo började sin karriär 2009 i Tochigi SC. 2010 flyttade han till SC Sagamihara. Han spelade 146 ligamatcher för klubben.